# 이동식 (축구 선수)
이동식(李東植, 1979년 3월 15일 ~ )은 대한민국의 축구 선수로서 포지션은 수비수이다.

## 개요
정명고등학교, 홍익대학교를 졸업하였다. 수비의 1차 저지선 역할을 충실히 하며 상대 공격을 무력화시켜 '살림꾼'이라는 별명을 얻었다.

## 축구인 생활

### 선수 생활
2002년 포항 스틸러스에 입단하여 K-리그에 데뷔했으나, 2년 동안 단 한 차례의 리그 경기에도 뛰지 못했다. 2004년 부천 SK로 이적하고 나서야 그 해 리그에서 13경기를 뛰며 경기 출전횟수를 늘리기 시작하였고, 2004년 FA컵 준우승에 공헌하였다. 2006년 광주 상무 불사조에 입대해 2008년 군복무를 마치고 2004년 부천 SK가 제주특별자치도로 연고 이전 후 구단 명칭을 변경한 제주 유나이티드에 복귀하였고, 2008년엔 팀의 주장을 맡아 활약했다.
2009년 12월, 팀 동료 강민수와 함께 수원 삼성 블루윙즈로 이적하였다.

### 국가 대표 생활
2007년 12월 허정무 감독 취임 후 2008년 1월 국가대표팀에 발탁되었으나, 부상으로 하차하였다.

## 경기 기록
| 클럽     | 클럽             | 클럽     | 리그 | 리그                                           | 컵            | 컵            | 리그컵 | 리그컵 | 대륙   | 대륙   | 총계 | 총계 |
| 시즌     | 클럽             | 리그     | 출장 | 득점                                           | 출장          | 득점          | 출장   | 득점   | 출장   | 득점   | 출장 | 득점 |
| 대한민국 | 대한민국         | 대한민국 | 리그 | 리그                                           | 대한민국 FA컵 | 대한민국 FA컵 | 리그컵 | 리그컵 | 아시아 | 아시아 | 합계 | 합계 |
| -------- | ---------------- | -------- | ---- | ---------------------------------------------- | ------------- | ------------- | ------ | ------ | ------ | ------ | ---- | ---- |
| 2002     | 포항 스틸러스    | K-리그   | 0    | 0                                              | ?             | ?             | 0      | 0      | -      | -      |      |      |
| 2003     | 포항 스틸러스    | K-리그   | 0    | 0                                              | 0             | 0             | -      | -      | -      | -      | 0    | 0    |
| 2004     | 부천 SK          | K-리그   | 13   | 1                                              | 5             | 0             | 5      | 0      | -      | -      | 23   | 1    |
| 2005     | 부천 SK          | K-리그   | 18   | 3                                              | 0             | 0             | 8      | 0      | -      | -      | 26   | 3    |
| 2006     | 광주 상무 불사조 | K-리그   | 23   | 0                                              | 2             | 0             | 5      | 0      | -      | -      | 30   | 0    |
| 2007     | 광주 상무 불사조 | K-리그   | 12   | 1                                              | 1             | 0             | 6      | 1      | -      | -      | 19   | 2    |
| 2008     | 제주 유나이티드  | K-리그   | 21   | 0                                              | 1             | 0             | 6      | 0      | -      | -      | 28   | 0    |
| 2009     | 제주 유나이티드  | K-리그   |      |                                                |               |               |        |        | -      | -      |      |      |
| 합계     | 대한민국         | 대한민국 | 87   | 5\|\|\|\|\|\|30\|\|1\|\|colspan="2"\|-\|\|\|\| |               |               |        |        |        |        |      |      |
| 총 계    | 총 계            | 총 계    | 87   | 5\|\|\|\|\|\|30\|\|1\|\|\|\|\|\|\|\|           |               |               |        |        |        |        |      |      |

## 경력

### 선수 경력
- 2002년 ~ 2003년  포항 스틸러스
- 2004년 ~ 2005년  부천 SK
- 2006년 ~ 2007년  광주 상무 불사조
- 2008년 ~ 2009년  제주 유나이티드
- 2010년  수원 삼성 블루윙즈
- 2011년  부산 아이파크

## 수상

### 클럽

#### 포항 스틸러스
- FA컵 준우승 1회 (2002년)